# Goniada emerita
Goniada emerita är en ringmaskart som beskrevs av Jean Victor Audouin och Milne-Edwards 1833. Goniada emerita ingår i släktet Goniada och familjen Goniadidae. Arten har ej påträffats i Sverige. Inga underarter finns listade i Catalogue of Life.